# Onthophagus pygargus
Onthophagus pygargus é uma espécie de inseto do género Onthophagus, família Scarabaeidae, ordem Coleoptera.
Foi descrita cientificamente por Motschulsky em 1845.